# Мравица (Прњавор)
Мравица је насељено мјесто у општини Прњавор, Република Српска, БиХ. Према попису становништва из 1991. у насељу је живјело 548 становника. Мравица је позната и по називима турска или муслиманска Мравица зато што у том селу претежно живе муслимани.

## Историја
Ово место се раније називало Мравица турска. Према попису становништва из 1879. у овом месту је живело 136 становника мухамеданске вероисповести. По попису становништва из 1910. године у њему је живело 218 становника од којих су: 13 били српске православне вероисповест, 178 муслиманске вероисповести, 3 римокатоличке вероисповести и 24 грко-католичке вероисповести, а према попису становништва из 1921. год. у њему су живела 292 становника од тога су: 220 муслиманске вероисповести, 1 римокатолик и 71 грко-католичке вероисповести.

## Становништво
| Демографија | Демографија | Демографија |
| Година      | Становника  | Становника  |
| ----------- | ----------- | ----------- |
| 1961.       | 478         |             |
| 1971.       | 529         |             |
| 1981.       | 534         |             |
| 1991.       | 549         |             |